# Франц фон Хипер
Франц Ритер фон Хипер (Вајлхајм у Горњој Баварској, 13. септембар 1863 — Отмаршен, 25. мај 1932) је био немачки адмирал током Првог светског рата. Најпознатији је по командовању немачким бојним крсташима у бици код Јиланда.

## Биоградија
Рођен у Вајлхајму у Баварској, Франц фон Хипер је приступио Немачкој царској морнарици 1881. године као осамнаестогодишњи кадет, који је служио на фрегатама „Ниоба“ (нем. SMS „Niobe“) и „Лајпциг“ (нем. SMS „Leipzig“). У периоду од 1884 — 1903. године командовао је немачким торпедним бродовима све док му није додељена команда над оклопном крсташем „Фридрих Карл“ (нем. SMS „Friedrich Karl“). У октобру 1913. године бива постављен за команданта извиђачких снага Флоте високог мора.
По избијању Првог светског рата 1914. године фон Хипер је својим бојним крсташима изврсио неколико прапада на британске приобалне градове, од којих је најзапамценији напад на Скарбороа у децембру 1914. године. Командовао је немачким бојни крсташбојним крсташима у бици код Догер Бенка, 24. јануар 1915. године и у бици код Јиланда 31. мај – 1. јун 1916. године. У овој последњој је нанео огромну штету Краљевској морнарици потопивши три британскеа бојна крсташа, што га је прославило и у Немачкој и у Уједињеном Краљевству. Заиста, од четворице главних адмирала који су учествовали на обе стране (Џон Џелико, Дејвид Бити, Рајнхард Шер и фон Хипер), једино се за њега сматра да је обавио посао без грешке. Убрзо након битке краљ Лудвиг III од Баварске га је произвео у витеза.
Августа 1918. фон Хипер је добио титулу адмирала и наследио је адмирала Рајнхарда Шера на месту главнокомандујућег Флоте високогмора. По избијању побуне морнара у Килу, 4. новембар 1918. године обратио се морнарима, апеловавчи на њих, али без успеха. У последњим данима активне службе организовао је пребацивање флоте у Скапа Флоуу.
Повукао се 30. новембра 1918. године и провео остатак живота у Отмарсену, близу Хамбурга. Урна са његовим пепелом је враћена у његов родни град.
По њему је названа тешка крстарица „Адмирал Хипер“ која је учествовала у Другом светском рату.